# Enrico Gadda
Enrico Gadda (Milano, 16 novembre 1896 – San Pietro in Gu, 23 aprile 1918) è stato un aviatore e militare italiano.
Fratello minore del noto scrittore Carlo Emilio Gadda, fu un ufficiale pluridecorato degli Alpini e pilota da caccia nella prima guerra mondiale.

## Biografia
Nacque a Milano il 16 novembre 1896, secondogenito dell'industriale della seta Francesco Ippolito Gadda (1838-1909) e di Adele Lehr (1861-1936), insegnante di inglese. Trascorse parte dell'infanzia nella villa di campagna che la famiglia possedeva a Longone al Segrino (provincia di Como), avendo come compagno di giochi il fratello più grande Carlo Emilio Gadda. Nel 1909 rimase orfano dal padre Ippolito, e dopo aver frequentato brillantemente il Liceo Parini di Milano, si iscrisse al Politecnico, facoltà di ingegneria.
Convinto interventista come il fratello Carlo Emilio, con l'entrata in guerra dell'Italia, il 24 maggio 1915, i due partirono volontari, arruolandosi nel Corpo degli Alpini del Regio Esercito. Ufficiale di complemento presso la 253ª Compagnia, Battaglione "Valchiese", 5º Reggimento, nel gennaio 1916 fu promosso sottotenente. Si distinse particolarmente durante i combattimenti sul Monte Sperone (20-21 aprile 1916) tanto da essere decorato con la Medaglia di bronzo al valor militare. Dopo aver aspirato a lungo di diventare pilota militare, nei primi mesi del 1917 transitò nel Corpo Aeronautico.
Iniziò i voli di guerra il 20 giugno successivo a bordo di un Savoia-Pomilio SP.3 della 35ª Squadriglia ricognizione di San Piero di Belluno spostandosi il 28 giugno a Santa Giustina (Italia) e poi a Chiasiellis, per essere poi destinato alla specialità caccia. Il 17 novembre lasciò la zona di guerra, facendovi ritorno nei primi giorni del marzo 1918, assegnato alla 1ª Sezione della 83ª Squadriglia da caccia al comando del capitano Rino Corso Fougier, basata sul Campo di aviazione di San Pietro in Gu. Il 23 aprile, mentre tornava da una missione di scorta di un Ansaldo SVA, perse la vita in un incidente avvenuto in fase di atterraggio mentre pilotava un velivolo Nieuport Ni.27 (matricola 5889). Per l'attività bellica svolta fino a quel momento venne insignito dalla Medaglia d'argento al valor militare postuma.
I soccorritori raccolsero il suo corpo che venne dapprima trasportato presso un piccolo ospedale di un paese vicino dove venne ufficializzato il decesso. In seguito la salma fu sepolta in una tomba sita presso il cimitero di Longone al Segrino insieme al padre Ippolito, e vicino a quella della madre Adele e della sorella Clara (1895-1976).
La figura di Enrico Gadda condizionò l'opera letteraria del fratello Carlo Emilio, che lo ricordò appassionatamente nell'incompiuto romanzo La cognizione del dolore.

### Periodici
- Annarita Briganti, Gadda, l'Adalgisa e quel palazzo Liberty, in La Repubblica, Roma, Gruppo Editoriale l'Espresso, luglio 2012.
- Paolo Di Stefano, Gadda. La famiglia e gli altri dolori, in Corriere della Sera, Milano, RCS, aprile 1997,  p. 29.
- Paolo Di Stefano, L'altro Gadda, in Corriere della Sera, Milano, RCS, marzo 2014,  pp. 29-30.
- Paolo Di Stefano, Quel pasticciaccio brutto di villa Gadda, in Corriere della Sera, Milano, RCS, agosto 2003,  p. 31.

| Controllo di autorità | VIAF (EN) 5146574939938151851 · ISNI (EN) 0000 0004 5962 7844 · SBN CUBV069899 · LCCN (EN) n2016033437 · BNF (FR) cb170498470 (data) |